# Сан Бјазе (Кјети)
Сан Бјазе (итал. San Biase) је насеље у Италији у округу Кјети, региону Абруцо.
Према процени из 2011. у насељу је живело 201 становника. Насеље се налази на надморској висини од 381 м.